# زي القوات العسكرية السعودية
يختلف الزي العسكري من قطاع لاخر ومن تخصص لاخر ويتم عن طريق الزي العسكري معرفة نوع القوات والتخصص ويتم معرفة ذلك سواء من لون الزي أو من الشارات العسكرية الموضوعة على الصدر أو الكتف.

## التموية الرقمي

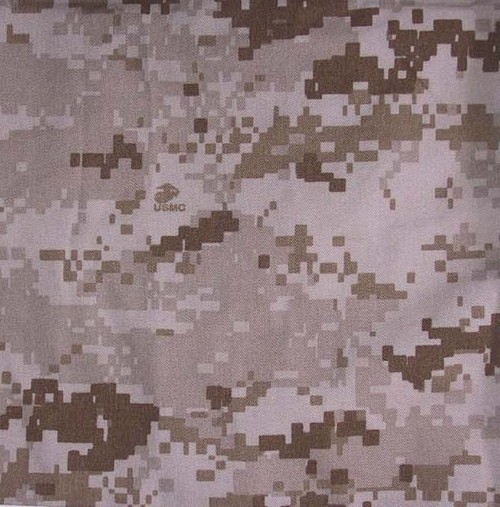
التمويه الرقمي للقوات البرية

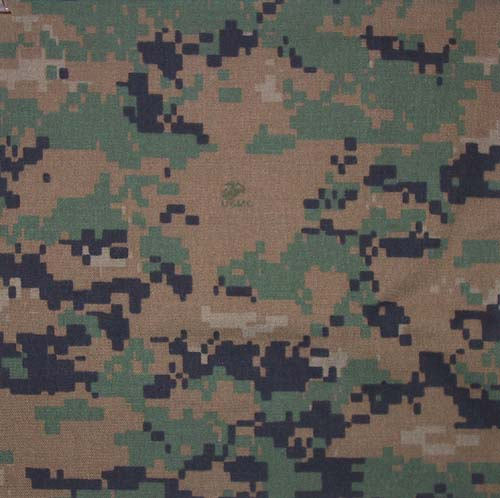
أفواج الأمن بوزارة الداخلية.

## الزي القديم

زي القوات المسلحة اثناء الحرب المتوكلية عام 1934.

## الزي العسكري حسب الفرع

### زي القوات المسلحة
| الأركان والجيش | القوات الجوية | القوات البحرية | الدفاع الجوي |
| -------------- | ------------- | -------------- | ------------ |

### زي الحرس الملكي
| الحرس الملكي |
| ------------ |

## القبعات العسكرية
| احمر            | زيتي          | اسود          | ازرق          | اسود           | ازرق                   |
| الشرطة العسكرية | القوات البرية | القوات الخاصة | القوات الجوية | القوات البحرية | الدفاع الجوي والصاروخي |